# 薛凤强
薛凤强（1980年2月12日—）中华人民共和国山东省青岛人。绰号：燕都神影。散打运动员，身高1.82 m。1994年练习摔跤，1998年加盟北京散打队练习散手，获得1999年全国武术散打锦标赛团体赛80公斤级冠军。2005中国功夫．世界职业空手道争霸赛90公斤级冠军。2009年10月中旬代表通信體協代表團参加中華人民共和國第十一屆全運會武術散打比賽。